# Monira Rahman

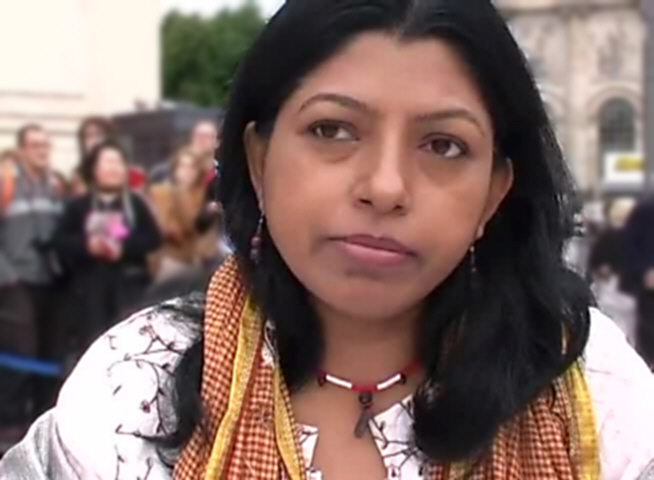
Monira Rahman 2013

Monira Rahman (bengalisch মনিরা রহমান; * 1966) ist eine bangladeschische Menschenrechtlerin. Sie ist Mitgründerin und seit 2002 Geschäftsführerin der Menschenrechtsorganisation Acid Survivors Foundation (ASF), einer am 12. Mai 1999 gegründeten Hilfsorganisation für Opfer von Säureattentaten in Bangladesch.
Monira Rahman ist vierte Preisträgerin des Menschenrechtspreises 2005 der deutschen Sektion von Amnesty International, der ihr am 19. März 2006 in Berlin überreicht wurde. In der Begründung für die Preisverleihung hieß es: „Blieb den Frauen und Mädchen früher oft nur ein Dahinvegetieren oder der Selbstmord, macht die ASF aus den Opfern von Säureattentaten heute Menschenrechtsverteidigerinnen, die ihr Gesicht bewusst der Öffentlichkeit zeigen, um weitere Verbrechen zu verhindern“.
Monira Rahman ist es gelungen, eine breite Öffentlichkeit auf diese Verbrechen aufmerksam zu machen und für ihre Aktion Unterstützung von Geschäftswelt, Wissenschaftlern und Künstlern zu aktivieren. Darin ist ihre Acid Survivors Foundation Vorbild für ähnliche Hilfsorganisationen geworden. 2014 hat Shelina Ahmed ihre Nachfolge in der ASF übernommen.